# Barão de Vila Gião
Barão de Vila Gião é um título nobiliárquico criado por D. Carlos I de Portugal, por Decreto de 2 de Março de 1893, em favor de Joaquim António de Freitas, depois 1.º Visconde de Vila Gião.
Titulares
1. Joaquim António de Freitas, 1.º Barão e 1.º Visconde de Vila Gião.